# Бафиа
Ба́фиа (фр. Bafia) — город на западе центральной части Камеруна. Расположен в Центральном регионе и является административным центром департамента Мбам и Инубу. Население — 69 270 чел. (по данным 2010 года).

## Общие сведения
Город является центром местной католической епархии.
Бафиа находится в центральной части Камеруна, в 120 км к северу от столицы страны — Яунде.
Значительную часть населения города составляют представители народов бафиа и ямбасса. Также проживают представители народа лефа.
Основное занятие местных жителей — сельское хозяйство и торговля; главным выращиваемым и продаваемым продуктом являются кокосовые орехи.

## Климат
| Показатель                                                                        | Янв. | Фев. | Март | Апр. | Май | Июнь | Июль | Авг. | Сен. | Окт. | Нояб. | Дек. | Год  |
| --------------------------------------------------------------------------------- | ---- | ---- | ---- | ---- | --- | ---- | ---- | ---- | ---- | ---- | ----- | ---- | ---- |
| Абсолютный максимум, °C                                                           | 36   | 40   | 43   | 39   | 45  | 39   | 33   | 32   | 33   | 36   | 35    | 37   | 37,3 |
| Средний максимум, °C                                                              | 32   | 33   | 33   | 32   | 32  | 30   | 29   | 28   | 29   | 30   | 31    | 32   | 28,7 |
| Средний минимум, °C                                                               | 24   | 25   | 24   | 24   | 24  | 23   | 23   | 23   | 23   | 23   | 24    | 24   | 23,7 |
| Абсолютный минимум, °C                                                            | 20   | 19   | 16   | 18   | 18  | 18   | 14   | 21   | 14   | 9    | 16    | 19   | 16,8 |
| Норма осадков, мм                                                                 | 27   | 150  | 114  | 196  | 227 | 300  | 440  | 613  | 495  | 305  | 138   | 33   | 3038 |
| Источник: http://www.myweather2.com/City-Town/Cameroon/Bafia/climate-profile.aspx |      |      |      |      |     |      |      |      |      |      |       |      |      |